# Caperonia subrotunda
Caperonia subrotunda är en törelväxtart som beskrevs av Emilio Chiovenda. Caperonia subrotunda ingår i släktet Caperonia och familjen törelväxter.
Artens utbredningsområde är Somalia. Inga underarter finns listade i Catalogue of Life.